# 美渦せいか
美渦 せいか（みうず せいか、9月5日 - ）は、宝塚歌劇団月組に所属する娘役。
大阪府八尾市、府立夕陽丘高校出身。身長164cm。愛称は「みゅー」、「ねー」。

## 来歴
2020年、宝塚音楽学校入学。
2022年、音楽学校卒業後、宝塚歌劇団に108期生として入団。入団時の成績は19番。星組公演「めぐり会いは再び next generation／Gran Cantante!!」で初舞台。その後、月組に配属。
2024年、鳳月杏・天紫珠李の大劇場お披露目公演となる『ゴールデン・リバティ』で新人公演初ヒロイン。入団3年目での抜擢となった。

## 主な舞台

### 初舞台
- 2022年4 - 5月、星組『めぐり会いは再び next generation-真夜中の依頼人（ミッドナイト・ガールフレンド）-』『Gran Cantante（グラン カンタンテ）!!』（宝塚大劇場のみ）

### 月組時代
- 2022年7 - 10月、『グレート・ギャツビー』
- 2023年2 - 4月、『応天の門』 - 新人公演：菜花（本役：菜々野あり）『Deep Sea-海神たちのカルナバル-』
- 2023年8 - 9月、『フリューゲル-君がくれた翼-』 - 新人公演：クララ・シュローダー（本役：花妃舞音）『万華鏡百景色（ばんかきょうひゃくげしき）』（宝塚大劇場）
- 2023年10 - 11月、『フリューゲル-君がくれた翼-』『万華鏡百景色（ばんかきょうひゃくげしき）』（東京宝塚劇場）
- 2024年1月、『G.O.A.T』（梅田芸術劇場）
- 2024年3 - 5月、『Eternal Voice 消え残る想い』『Grande TAKARAZUKA 110!』（宝塚大劇場）
- 2024年6 - 7月、『Eternal Voice 消え残る想い』 - 新人公演：アンナ・クリフトン（本役：麗泉里）『Grande TAKARAZUKA 110!』（東京宝塚劇場）
- 2024年8 - 9月、『琥珀色の雨にぬれて』 - ジャンヌ『Grande TAKARAZUKA 110!』（全国ツアー）
- 2024年11 - 2025年3月、『ゴールデン・リバティ』 - 新人公演：アナレア（本役：天紫珠李）『PHOENIX RISING（フェニックス・ライジング）』 新人公演初ヒロイン[3]
- 2025年4 - 5月、『花の業平』 - つくし『PHOENIX RISING』（全国ツアー）初エトワール
- 2025年7 - 11月、『GUYS AND DOLLS』 - 夜の女、 新人公演：ファーガソン（本役：天愛るりあ）